# Puchar Interkontynentalny w Lekkoatletyce 2010 – bieg na 100 m kobiet
Bieg na 100 metrów kobiet – jedna z konkurencji rozegranych podczas pucharu interkontynentalnego w Splicie. Sprinterki rywalizowały 4 września – pierwszego dnia zawodów.

## Rezultaty
| Poz. | Zawodniczka        | Reprezentacja  | Czas  |
| ---- | ------------------ | -------------- | ----- |
| 1.   | Kelly-Ann Baptiste | Ameryka        | 11.05 |
| 2.   | Shalonda Solomon   | Ameryka        | 11.09 |
| 3.   | Blessing Okagbare  | Afryka         | 11.14 |
| 4.   | Verena Sailer      | Europa         | 11.26 |
| 5.   | Ezinne Okparaebo   | Europa         | 11.37 |
| 6.   | Chisato Fukushima  | Azja i Oceania | 11.42 |
| 7.   | Ruddy Zang Milama  | Afryka         | 11.49 |
| 8.   | Melissa Breen      | Azja i Oceania | 11.58 |